# のぶ
のぶ（1983年4月2日 - ）は、日本の俳優である。本名、斉藤 善信（さいとう よしのぶ）。宮崎県出身。
アンセム所属。
デビュー以来「高橋 のぶ」を芸名として活動していた。
現在の所属事務所に移籍すると同時に、「のぶ」に改名。

## 来歴・概要
1999年、中学卒業後15歳で宮崎県から上京。
20歳で出演した映画でプロダクション関係者の目に止まり、芸名を「高橋のぶ」として本格的に俳優活動を開始する。
当時のプロダクション社長である岩城滉一の企画による舞台『ろまんす』への出演を皮切りに、数々の舞台を経験。同年代の青年役をはじめ、外国人、ニューハーフ、アンドロイド、神風特攻隊隊員などシリアスからコミカルまで様々な役柄を演じる。
ドラマ『めぞん一刻』の五代裕作役オーディションを受け、応募者数3000人の中から最終選考者10名に残るも落選。その悔しさにより、舞台を中心にさらなる技術の向上に励む。
2009年頃から舞台から映像作品へと活動の場を移す。
2012年、前所属事務所であるHigh speed boyz inc.に移籍。
2015年、現在の所属事務所であるアンセムに移籍。芸名を「のぶ」に改名する。
2020年3月7日より、自由が丘にスリランカ式カレー店　自由が丘CURRY&SPICE “カーリーノブ” をOPEN 。

## 出演

### PV
- GReeeeN 『オレンジ』（2012年4月）

### 映画
- 口裂け女 (映画)（2007年3月17日）※「高橋ノブ」名義
- 喧嘩番長〜劇場版〜一年戦争（2011年5月14日） - 千葉 照男 役 ※「高橋のぶ」名義
- 映画版 グラッフリーター刀牙（2012年7月14日） - 木崎 秀明 役 ※「高橋のぶ」名義
- 第53回TOKYO月イチ映画祭グランプリ受賞作品 老ナルキソス - 立川幹夫 役

### DVD
- 本当にあった怖い話『こっくりさん』（2007年） - 原口 孝太郎 役 ※「高橋のぶ」名義
- 死刑ドットネット（2011年） - 阿久津 役 ※「高橋のぶ」名義
- 2ちゃんねるの呪い4（2011年） - 主演 勝也 役 ※「高橋のぶ」名義
- 脱出ゲームZERO（2011年） - 萩原 役 ※「高橋のぶ」名義
- 静かなるドン4（2011年） - 服部 勲太 役 ※「高橋のぶ」名義

### テレビ
- しにがみのバラッド。第7話〜第8話（2007年、テレビ東京） - 松永 役 ※「高橋のぶ」名義
- 特命おばさん検事! 花村絢乃の事件ファイル3（2014年、テレビ東京） - 桂五郎 役
- THE HOUSE first season（2015年、東京MX 9ch）※ゲスト出演
- お迎えデス。第2話（2016年、日本テレビ） - 医師 役
- ドクター調査班〜医療事故の闇を暴け〜 第3話（2016年、テレビ東京） - 斉藤武 役
- 早子先生、結婚するって本当ですか? 第9話（2016年、フジテレビ） - 大宮 役
- HOPE〜期待ゼロの新入社員〜 第1話（2016年、フジテレビ） - 先輩主任 役
- 超ハマる!爆笑キャラパレード #14（2016年、フジテレビ） - 滑舌が悪すぎるタクシー運転手（次長課長河本準一） お客さん役
- 痛快TV スカッとジャパン秋の3時間SP（2016年、フジテレビ）
- 痛快TV スカッとジャパン2時間SP（2016年、フジテレビ） - 神対応スカッと 大野俊太郎役
- 天才！志村どうぶつ園 -（2017年、日本テレビ）坂上忍役
- 成功の遺伝史5 -（2018年、日本テレビ）坂上忍役
- 『刑事7人』最終回15分拡大SP -（2018年、テレビ朝日）紺野役（交番巡査）
- NHK大河ドラマ『西郷どん』第４５回「西郷立つ」 -（2018年、NHK）私学校生徒1役
- EX森村誠一ミステリースペシャル『終着駅牛尾刑事50作記念作品〜荒野の証明』 -（2019年、テレビ朝日）小島役

### ナレーション
- レコチョク +Plus 3rdシングル『声』 ※「高橋のぶ」名義

### CM
- NTT西日本フレッツ ※「高橋のぶ」名義
- 日本コカ・コーラ「ジョージア・ヨーロピアン」（2016年4月 - 9月）
- 雪印メグミルク「ボトラッテ」（2017年3月 - ）[3]

### 舞台
- ろまんす（2006年 企画：岩城滉一）
- スタジオアパートメント（2006年）
- 透明人間レディ（2007年）
- Eve（2007年）
- 僕の東京日記（2008年 脚本：永井愛、演出:宇治川まさなり）
- 飛行機雲2008 〜DJから特攻隊へ愛をこめて〜（2008年）
- 新宿駅〜恋のカーニバル〜（2009年3月 全労済ホールスペース・ゼロ）
- GOOD MAN!（2009年）
- 飛行機雲2009流れる雲よ 〜DJから特攻隊へ愛をこめて〜（2009年）
- SHUFFLE（2010年）
- Priml＋（2010年）※主演
- 舞台版 グラッフリーター刀牙（2011年）
- アイスクリームマン（2012年 脚本:岩松了）
- ダウンライトの真贋（2014年）
- happy recipe 〜Café40 vol.1 at SHARED TERRACE〜（2015年 ※Cafe公演）
- 聖なる嘘つきたちの夜（2015年 脚本:西島巧輔、演出:小堀裕之）
- のぶニャがの野望 番外公演 ねこ軍議 〜飼い猫はどいつニャ?〜（2016年 脚本・構成:まつだ壱岱）
- 美園オンリーノウズ（2017年 主宰：小堀裕之、脚本：西島巧輔、演出：高梨由）

### ラジオ
- エフエム浦和 『REDSWAVE』（2009年 パーソナリティ：HEY!たくちゃん ※ゲスト出演）
- FMドリームゲート （2008年 / 2009年 ※ゲスト出演）